# 0544
0544 è il prefisso telefonico del distretto di Ravenna, appartenente al compartimento di Bologna.
Il distretto comprende la parte orientale della provincia di Ravenna. Confina con i distretti di Ferrara (0532) e di Comacchio (0533) a nord, di Cesena (0547) e di Forlì (0543) a sud, di Faenza (0546) e di Lugo (0545) a ovest.

## Aree locali e comuni
Il distretto di Ravenna comprende 4 comuni compresi nelle 2 aree locali di Cervia e Ravenna (ex settori di Alfonsine e Ravenna). I comuni compresi nel distretto sono: Alfonsine, Cervia, Ravenna e Russi.